# Sœur Fidelma

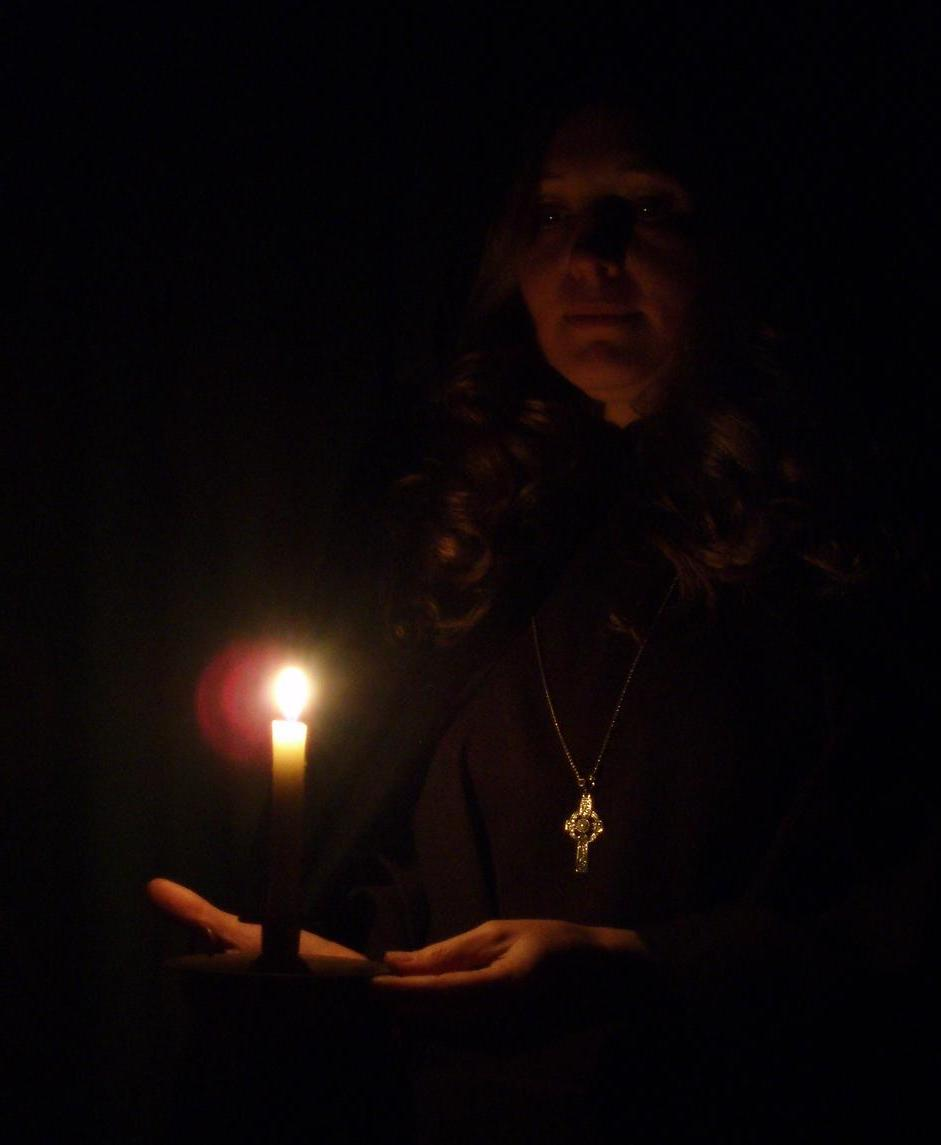
Personification de Soeur Fidelma

Sœur Fidelma est une série de romans policiers de l'écrivain irlandais Peter Tremayne (pseudonyme de Peter Beresford Ellis). L'héroïne de la série, sœur Fidelma de Kildare, est une religieuse de l'Église irlandaise du VIIe siècle. Elle est également une juriste. Les romans sont édités en français par 10/18 dans la collection Grands détectives.

## Les personnages
- Sœur Fidelma de Kildare : le personnage principal. C'est une religieuse de l'Église irlandaise. Elle a étudié le droit à l'école de Tara. Après huit années d'études où elle étudia le droit civil (Leabhar Acaill) et criminel (Senchus Mor), elle a atteint le grade de anruth. Ce qui correspond au deuxième niveau par ordre d'importance dans la hiérarchie juridique de l'Irlande du VIIe siècle. Elle est devenue un dalaigh (avocat). Elle est née dans une famille noble. Son frère Colgu est le roi d'un des cinq royaumes d'Irlande, celui de Muman (Munster). Dans les romans, c'est elle le détective qui dénoue les énigmes. Son rôle est comparable à celui d'un juge d'instruction.
- Frère Eadulf : il accompagne presque toujours sœur Fidelma. C'est un Saxon originaire du South Folk (actuellement dans le Suffolk en Angleterre). À l'origine, il avait hérité de la charge de juge (gerefa). Il renonça à sa charge après sa conversion (voir The haunted abbot). Il a été converti par un moine irlandais. C'est un lettré qui a étudié la médecine en Irlande. Il séjourna également pendant deux ans à Rome.  Il rencontre Fidelma dans le premier roman, au cours du synode de Whitby, en 664.
- Alchu : Fils de Fidelma et de Eadulf[1]

## Contexte historique tel que décrit dans la série
Une grande partie des aventures de sœur Fidelma se déroule en Irlande au cours du VIIe siècle. Mais elle visite également la ville de Rome (Le Suaire de l'archevêque) et les royaumes saxons de ce qui deviendra l'Angleterre.

### L'Irlande
L'Irlande de Fidelma est un royaume homogène avec un système politique bien établi et relativement stable. Il est divisé lui-même en cinq royaumes et dont les rois doivent allégeance au roi de Tara.
L'Irlande dispose d'un système juridique ancien. Sœur Fidelma compte tenu de sa formation et de son rang en étant un représentant de haut rang. Ce système assez égalitaire donne aux femmes une place importante. Point, qu'elle défend régulièrement au cours de ses aventures.
Ces points contrastent fortement avec la relative instabilité et le système juridique beaucoup plus brutal des royaumes saxons (décrit par exemple dans The haunted abbot).

### Le contexte religieux
Sœur Fidelma est une religieuse de l'Église celte, église qui à l'époque était indépendante de Rome. De nombreux points théologiques les séparent. La série débute (Absolution par le meurtre) pendant le concile de Whitby. Ce concile dont l'existence historique ne semble pas être totalement établie devait décider si le royaume saxon de Northumbrie adoptera la liturgie celte ou la liturgie romaine. Ces oppositions sont également présentes dans les aventures romaines de sœur Fidelma (Le suaire de l'archevêque) où à plusieurs reprises, elle affirme ses convictions face à la hiérarchie romaine.
Pour les deux Églises, la notion de célibat des prêtres et religieux n'est pas établie. Il existe cependant à Rome un « parti du célibat » qui limite les possibilités de mariage des abbés et évêques. Dans l'Église celte de Fidelma, il existe des monastères mixtes où les hommes et les femmes cohabitent et vivent une vie de famille. Le monastère d'origine de l'héroïne étant un de ces monastères conhospitae. De même, la majeure partie de l'intrigue du volume Les cinq royaumes se déroule dans ce contexte.
Les aventures de Fidelma se déroulent dans une Irlande christianisée depuis de nombreuses générations par Saint Patrick. Certaines de ses aventures se déroulent dans des régions plus récemment converties et où, les traditions des anciennes religions persistent.

## Liste des romans

### Publication en français
La date de publication française est indiquée entre parenthèses.
- Absolution par le meurtre (2004) 
  - date de l'histoire : 664
  - Lieu : Whitby(actuelle Angleterre)
  - Titre original : Absolution by murder
  - Traducteur : Cécile Leclère
  - Résumé : En l’an 664, dans une Irlande où les Églises romaine et celtique se déchirent, l’abbaye de Streoneshalh subit une série de meurtres. Mais sœur Fidelma n’est pas tout à fait une religieuse comme les autres… D’une obstination redoutable, elle est armée d’une rare intuition. Et quand une de ses amies est assassinée, ses talents d’enquêtrice éclatent au grand jour !
- Le Suaire de l'archevêque (2004)
  - Date de l'histoire : 664
  - Lieu : Rome
  - Titre original : Shroud for the archibishop
  - Traducteur : Dorothée Chifflot
  - Résumé : En mission à Rome, sœur Fidelma et son ami, le moine Eadulf, sont à peine remis du voyage que l’archevêque de Cantorbéry s’effondre, assassiné. Un meurtre que l’intrépide duo est tenu de tirer au clair au plus vite. Car dans un contexte politique déjà tendu entre les Églises romaine et irlandaise, cette sombre affaire promet de mettre le feu aux poudres…
- Les Cinq Royaumes (2004)
  - Date de l'histoire : 665
  - Lieu : Irlande
  - Titre original : Suffer little children
  - Traducteur : Hélène Prouteau
  - Résumé : De retour chez elle, au château de Cashel, sœur Fidelma n’a pas le temps de s’adonner à la joie des retrouvailles. Les terres de son père, roi de Muman, s’apprêtent à sombrer sous la dévastation d’une guerre fratricide. Prête à tout, Fidelma n’a que trois semaines pour sauver sa famille et ramener la paix au sein des cinq royaumes d’Irlande…
- La Ruse du serpent (2005)
  - Date de l'histoire : 666
  - Lieu : Irlande
  - Titre original : The Subtle Serpent
  - Traducteur : Hélène Prouteau
  - Résumé : Le corps d’une jeune fille décapitée au fond d’un puits vient bouleverser la paix d’un petit monastère irlandais. Appelée à la rescousse, sœur Fidelma fait voile sur le lieu du crime sans tarder. Mais la découverte d’un navire abandonné et surtout la disparition de son cher ami, le moine Eadulf, ne manquent pas de la détourner de sa route…
- Le Secret de Moen (2005)
  - Date de l'histoire : 666
  - Lieu : Irlande
  - Titre original : The Spider's Web
  - Traducteur : Hélène Prouteau
  - Résumé : Lorsque le jeune Móen est retrouvé penché, un poignard à la main, sur le corps ensanglanté de son maître, sa culpabilité ne fait aucun doute. Les raisons d’une telle barbarie restent en revanche inexpliquées. Confrontée à un présumé coupable sourd, muet et aveugle, sœur Fidelma devra user de toute sa finesse et de sa perspicacité pour dénouer cette délicate intrigue.
- La Mort aux trois visages (2006)
  - Date de l'histoire : 666
  - Lieu : Irlande
  - Titre original : Valley of the Shadows
  - Traducteur : Hélène Prouteau
  - Résumé : En 666, quelques terres d'Irlande résistent farouchement à la campagne de christianisation. Soeur Fidelma, envoyée vers une de ces régions réfractaires, y reçoit un accueil sinistre : les cadavres de trente-trois hommes gisent sur son chemin selon un vieux rite païen. La mission s'annonce périlleuse, mais l'intrépide religieuse n'est pas prête à renoncer...
- Le Sang du moine (2006)
  - Date de l'histoire : septembre 666
  - Lieu : Irlande
  - Titre original : The Monk Who Vanished
  - Traducteur : Hélène Prouteau
  - Résumé : Les précieuses reliques de saint Ailbe sont dérobées. Terrible présage que leur disparition ! Seule la clairvoyante Fidelma, sœur du roi, religieuse et avocate de renom, peut encore sauver le royaume du chaos annoncé. Avec l'aide de son cher Eadulf, un moine saxon, elle devra en toute vaillance désamorcer une redoutable conspiration.
- Le Pèlerinage de Fidelma (2007)
  - Date de l'histoire : fin de l'automne 666
  - Lieu : Entre l'Irlande et l'Espagne
  - Titre original : Act of Mercy
  - Traducteur : Hélène Prouteau
  - Résumé : Partie en pèlerinage à Saint-Jacques-de-Compostelle, sœur Fidelma est loin de trouver la paix qu’elle espérait. Lors de la traversée, une religieuse disparaît mystérieusement du navire, laissant derrière elle un vêtement couvert de sang. Fidelma n’a d’autre choix que de mener l’enquête, contre l’hostilité des autres pèlerins et d’inattendus fantômes du passé…
- La Dame des ténèbres (2007)
  - Date de l'histoire : 667
  - Lieu : Irlande
  - Titre original : Our Lady of Darkness
  - Traducteur : Hélène Prouteau
  - Résumé : En 667 de notre ère, sœur Fidelma de Cashel rentre précipitamment de pèlerinage : frère Eadulf, le moine saxon qui l'a si souvent accompagnée dans ses enquêtes, est accusé du meurtre d'une jeune religieuse et serait sur le point d'être exécuté ! N'écoutant que son courage, l'intrépide Fidelma vole au secours de son ami, jusqu'à l'abbaye de Fearna, dans le royaume hostile de Laigin. Sur place, elle engage un périlleux bras de fer avec son vieil ennemi, l'évêque Forbassach et l'inquiétante Fainder, l'abbesse de Fearna. Elle n'a que vingt-quatre heures pour prouver l'innocence de son ami. Quel ignoble secret dissimulent les sinistres murs de l'abbaye et les yeux glacés de l'abbesse ? Les découvertes de sœur Fidelma iront bien au-delà de ses pires soupçons...
- Les Disparus de Dyfed (2008)
  - Date de l'histoire : VIIe siècle
  - Lieu : Pays de Galles
  - Titre original : Smoke in the wind
  - Traducteur : Hélène Prouteau
  - Résumé : Contraints de faire halte dans le royaume breton de Dyfed, sœur Fidelma et frère Eadulf se voient chargés de résoudre un insondable mystère : deux jours auparavant, une communauté entière s’est volatilisée. S’agit-il d’une attaque rivale… ou d’un événement surnaturel ? Une chose est sûre : l’intrépide duo ne se laissera impressionner ni par les hommes ni par le diable !
- Le Châtiment de l'au-delà (2008)
  - Date de l'histoire : décembre 666
  - Lieu : Royaume des Angles
  - Titre original : The haunted Abbot
  - Traducteur : Hélène Prouteau
  - Résumé : Après des années d’absence, frère Eadulf accompagné de Fidelma retourne en terre natale. Mais l’homme de Dieu déchante vite : son ami d’enfance vient d’être assassiné et le fantôme d’une jeune femme hante le cloître. Dans ce royaume des Angles où règne la loi du plus fort, Eadulf s’engage dans un combat sans merci contre l’obscurantisme et les sombres secrets de l’abbé.
- Les Mystères de la lune  (2009)
  - Date de l'histoire : 667
  - Lieu : Irlande
  - Titre original : Badger's Moon
  - Traducteur : Hélène Prouteau
  - Résumé : Toute jeune maman, sœur Fidelma se morfond. Lorsqu’un chef de clan sollicite son aide pour résoudre une série de crimes perpétrés sur des jeunes filles les nuits de pleine lune, elle accepte bien volontiers. Dans une atmosphère où la peur, la haine et les mythes païens contribuent à la confusion générale, l’intrépide religieuse devra garder la tête froide pour débusquer le coupable.
- De la ciguë pour les vêpres  (2009)
  - Lieu : Irlande
  - Titre original : Hemloch at vespers
  - Traducteur : Hélène Prouteau
  - Résumé : Avant qu'elle ne devienne une héroïne de romans, la rousse et intrépide sœur Fidelma a su donner la preuve de ses talents d'enquêtrice dans des nouvelles ici réunies. Chacune de ces histoires révèlent des aspects inconnus du passé et de la personnalité de la plus éclairée des avocates irlandaises du vile siècle. Ni la peste jaune, ni la protection d'un haut roi ou encore les tensions entre l'Église romaine et celtique ne peuvent empêcher Fidelma de lutter contre la noirceur de l'âme humaine et de rétablir la justice dès qu'elle le peut.
- La Cloche du lépreux  (2009)
  - Date de l'histoire : novembre 667
  - Lieu : Irlande
  - Titre original : The Leper's Bell
  - Traducteur : Hélène Prouteau
  - Résumé : En cet an 667, sœur Fidelma et frère Eadulf doivent affronter la pire des épreuves : la disparition de leur enfant. Rongée par la culpabilité, Fidelma se sent pour la première fois de sa vie incapable d’agir. Eadulf se lance donc seul sur la piste d’une troupe de baladins nains et d’un mystérieux lépreux… Mais le temps est compté et aucun faux pas n’est permis !
- Maître des âmes  (2010)
  - Date de l'histoire : 667
  - Lieu : Irlande
  - Titre original : Master of Souls
  - Traducteur : Hélène Prouteau
  - Résumé : Après le naufrage de son navire en terre Uí Fidgente, un capitaine assiste impuissant à l'enlèvement des religieuses qui l'ont sauvé. Sans autre appui que son instinct, sœur Fidelma, la plus célèbre dalaigh du pays, parcourt les côtes irlandaises rongées par la corruption et les guerres de clans pour retrouver les ravisseurs et leur chef, le redoutable « maître des âmes »...
- Une prière pour les damnés  (2010)
  - Date de l'histoire : 668
  - Lieu : Irlande
  - Titre original : A Prayer for the Damned
  - Traducteur : Hélène Prouteau
  - Résumé : Pour son mariage avec Eadulf, Fidelma imaginait la plus belle des cérémonies. Mais la veille de la célébration, l’abbé Ultán est retrouvé assassiné, tandis que l’un des invités les plus prestigieux, le roi de Connaght, est surpris fuyant la scène du crime. Les jeunes promis devront au plus vite faire tomber les masques des convives, s’ils veulent échapper à de vraies noces de sang !
- Une danse avec les démons  (2011)
  - Date de l'histoire : 669
  - Lieu : Irlande
  - Titre original : Dancing with Demons
  - Traducteur : Hélène Prouteau
  - Résumé : À Tara, sanctuaire réputé inviolable, sœur Fidelma est convoquée de toute urgence. Le Haut Roi a été assassiné et le principal suspect est un chef de clan appartenant à la famille royale. Fidelma doit éclaircir l’affaire au plus vite. Entre résurgences des vieilles croyances et menaces de luttes fratricides, les cinq royaumes sont au bord du chaos.
- Le Concile des maudits  (2011)
  - Date de l'histoire : 670
  - Lieu : France
  - Titre original : The Council of the Cursed
  - Traducteur : Hélène Prouteau
  - Résumé : En l’an 670, un conseil hostile à l’Église celtique rassemblant les leaders des confessions de toute l’Europe Occidentale, est organisé en France. Dans ce climat empreint de mysticisme, l’inimitié bat son plein. Quand le chef délégué d’Hibernia est assassiné… Conseillère de la délégation irlandaise, Fidelma mène l’enquête, qui très vite se transforme en un sinistre puzzle.
- La Colombe de la mort  (2012)
  - Date de l'histoire : 670
  - Lieu : Bretagne
  - Titre original : The Dove of Death
  - Traducteur : Hélène Prouteau
  - Résumé : En route vers l'Irlande en cet été de l'an 670, le navire de sœur Fidelma est attaqué près des côtes bretonnes. Son cousin Bressan, ambassadeur du roi de Muman, est froidement exécuté. Rescapée en terre étrangère, recueillie par un moine, Fidelma jurede confondre le meurtrier. Seul indice, l'insigne des pirates : une colombe - blason du clan Canao qui règne sur la péninsule...
- La parole des morts (2012)
  - Date de l'histoire : divers
  - Lieu : Irlande
  - Titre original : Whispers of the Dead
  - Traducteur : Hélène Prouteau
  - Résumé : Fidelma de Kildare, sœur du roi de Muman, religieuse de l'Eglise celtique et avocate au tribunal des brehons, a le don de faire parler les morts. Elle revient dans un nouvel opus de quinze affaires criminelles troublantes et fascinantes, qui nous entraînent au cœur de la société irlandaise médiévale et révèlent des détails de son histoire intime.
- Un calice de sang  (2013)
  - Date de l'histoire : 670
  - Lieu : Irlande
  - Titre original : The Chalice of Blood
  - Traducteur : Hélène Prouteau
  - Résumé : Une cellule verrouillée de l'intérieur, un érudit poignardé et de précieux manuscrits dérobés : l'effroi se répand comme la peste dans l'abbaye de Lios Mór. Mais sœur Fidelma est moins prête que jamais à se laisser dicter sa conduite. Et si elle est bien sûre d'une chose, c'est que le meurtrier ne s'est pas volatilisé par l'opération du Saint-Esprit...
- Le cavalier blanc  (2013)
  - Date de l'histoire : 664
  - Lieu : Gênes
  - Titre original : Behold a Pale Horse
  - Traducteur : Hélène Prouteau
  - Résumé : Sœur Fidelma fait halte à Gênes sur la route qui la ramène vers son Irlande natale. Pour recueillir les derniers mots de son ancien maître agonisant, le frère Ruadán, elle doit encore traverser la fabuleuse vallée de Trebbia, où se trouve nichée l’abbaye de Bobium. Mais, en l’an 664, le pays est déchiré par des conflits sanglants entre factions chrétiennes, et Fidelma se retrouve plongée au coeur d’une guerre civile… où elle ne pourra compter que sur elle-même.
- La septième trompette  (2014)
  - Date de l'histoire : 670
  - Lieu : Irlande
  - Titre original : The Seventh Trumpet
  - Traducteur : Hélène Prouteau
  - Résumé : Irlande, 670. Quand le corps d’un jeune noble est découvert non loin du royaume de Cashel, le roi de Muman fait appel à sœur Fidelma et à son époux frère Eadulf pour mener l’enquête. Mais l’affaire prend très vite une ampleur inattendue… Tandis que l’ouest du royaume est mis à feu et à sang par un moine fanatique, Fidelma se retrouve la cible d’un enlèvement dont elle a peu de chance de sortir indemne. Le temps de l’Apocalypse annoncé par le septième Ange serait-il venu ?
- Expiation par le sang  (2014)
  - Date de l'histoire : 670
  - Lieu : Irlande
  - Titre original : Atonement of Blood
  - Traducteur : Hélène Prouteau
  - Résumé : « Rappelle-toi Liamuin ! » Tels sont les derniers mots entendus par le roi Colgú avant d’être poignardé dans le cou. Alors qu’il est maintenu entre la vie et la mort, le mystère de ce crime reste entier. Déterminée à lui rendre justice, sa sœur Fidelma s’aventure jusqu’en territoire ennemi pour découvrir les secrets de la sombre abbaye de Mungairit. Et l’aide de son compagnon Eadulf ne sera pas de trop pour relever ce nouveau défi, à l’heure où l’équilibre des cinq royaumes court à la catastrophe…
- Le sceau du diable  (2016)
  - Date de l'histoire : 671
  - Lieu : Irlande
  - Titre original : The Devil's Seal
  - Traducteur : Corine Derblum
  - Résumé : Irlande, an de grâce 671. Une délégation anglo-saxonne arrive à Cashel pour débattre des nouvelles règles religieuses de Rome avec une délégation irlandaise. L'abbé d'Imleach conduit la délégation irlandaise, très hostile aux nouvelles règles, tandis que dans la délégation anglo-saxonne se trouve le frère cadet d'Eadulf, Egric. Le Vénérable Favorinus, un observateur désigné par Rome, est également présent. Mais le débat devient rapidement venimeux et l'abbesse Dar Oma est nommée comme médiatrice entre les deux parties. Lorsque son corps est découvert battu à mort, l'animosité est à son comble : le chef Brehon Aillín accuse le jeune Egric et le Vénérable Favorinus affirme que le meurtrier est frère Madagan, le délégué de l'abbé d'Imleach. Pour endiguer l'effusion de colère et de sang, Fidelma doit faire le jour sur cette affaire. Mais y aurait-il derrière ce meurtre quelque chose de plus sinistre que des différents religieux ? Victimes et suspects se mélangent pour construire un écheveau de mystère plus complexe et sanglant que Fidelma et Eadulf n'en ont jamais rencontré
- La confrérie du corbeau (2016)
  - Date de l'histoire : 671
  - Lieu : Irlande
  - Titre original : The Second Death
  - Traducteur : Corine Derblum
  - Résumé : Irlande, en l'an 671. C’est le début de la saison estivale et le royaume de Muman se prépare à célébrer la grande foire de Cashel. Pour une fois, les circonstances permettent à Fidelma et Eadulf de profiter des festivités… Mais les préparatifs prennent une tournure fatale quand un chariot est incendié. L’enquête de Fidelma et de son compagnon les entraîne jusque dans les marais d’Osraige, d’où l’abbaye de Cainnech tire son origine sanglante, et sur les traces d’une mystérieuse confrérie. Ils devront faire face à un danger mortel et invisible avant de pouvoir soigner le mal qui frappe le royaume en son sein.
- La pénitence des damnés  (2017)
  - Date de l'histoire : 671
  - Lieu : Irlande
  - Titre original : Penance of the Damned
  - Traducteur : Corine Derblum
  - Résumé : Irlande, en l'an 671 de notre ère. Le roi Colgu de Cashel apprend avec effroi que son conseiller et ami loyal l'Archevêque a été assassiné dans la forteresse de son vieil ennemi Ui Fidgente. Lorsque Cashel apprend que le coupable sera exécuté selon un rituel qui va à l'encontre de sa justice, un conflit majeur couve. Dépêchée par son frère pour enquêter sur place, Soeur Fidelma et son compagnon Eadulf découvrent que le condamné n'est autre que Gorman, le commandant de la Garde Royale. Mais Fidelma croit en l'innocence de Gorman – alors même qu'il a été découvert armes à la main près du cadavre, dans une chambre fermée à clé. Les apparences jouent clairement contre lui. Pour sauver Gorman et assurer la paix entre les deux royaumes, Fidelma et Eadulf devront trouver le véritable coupable. Mais face à la menace imminente d'une guerre, la date d'exécution a été avancée...
- La Nuit du Porte-lumière (2018)
  - Date de l'histoire : 671
  - Lieu : Irlande
  - Titre original : Night of the Lightbringer
  - Traducteur : Corine Derblum
  - Résumé : Irlande, 671. Alors que les préparatifs de la fête païenne de Samhain vont bon train, frère Eadulf découvre, au milieu du bois assemblé pour le bûcher, le cadavre d'un homme, exécuté selon l'ancien rituel de la « triple mort » : la gorge tranchée, le crâne fracassé et poignardé en plein cœur. Quand apparaît Brancheó, femme étrange couverte d'un manteau de plumes noires qui prophétise le retour des anciens dieux et leur vengeance contre ceux qui les ont oubliés, elle attire rapidement les soupçons. Mais, dans leur recherche du meurtrier, sœur Fidelma et Eadulf vont comprendre qu'une ombre plus malfaisante encore menace la forteresse. Car leur enquête se révélera liée à la disparition d'un livre volé aux archives secrètes du pape, qui pourrait détruire la nouvelle foi chrétienne dans les cinq royaumes…
- Une lune de sang (2019)
  - Date de l'histoire : 671
  - Lieu : Irlande
  - Titre original : Bloodmoon
  - Traducteur : Corine Derblum
  - Résumé : Au cœur de l'hiver 671, sœur Fidelma part à nouveau sur les routes, investie d'une mission dont elle a juré de ne rien révéler à personne. Ces investigations secrètes la mènent, avec frère Eadulf et le guerrier Enda, à l'abbaye de Finnbarr. Mais, en arrivant sur les lieux ils découvrent l'abbé assassiné. Au même moment, des rumeurs se répandent : les Eóganacht de Cashel fomenteraient un complot contre le haut roi et son épouse. Dès lors, Fidelma se trouve menacée par un danger mortel. Dans l'impossibilité de divulguer la vérité, même à son époux Eadulf, Fidelma sent que le temps lui est compté. Elle n'aura d'autre choix que de relever le défi et d'affronter, seule, ses ennemis.
- Du sang au Paradis (2021)
  - Date de l'histoire : 672
  - Lieu : Irlande
  - Titre original : Blood in Even
  - Traducteur : Corine Derblum
  - Résumé : Au cœur du hameau de Cloichín, vit une communauté soudée et aimante. Les fermes prospèrent, les villageois vivent en toute quiétude. Mais sous ses apparences de paradis terrestre, le village est sous la coupe d'un nouveau prêtre. Il a ordonné aux habitants de lyncher un homme soupçonné du meurtre d'un fermier et de sa famille. Son seul tort et la seule preuve : il a la peau noire.Fidelma et Eadulf arrivent à temps pour empêcher la foule hystérique de le mettre à mort. L'homme est sauvé mais l'enquête de Fidelma doit impérativement l'innocenter.
- La jeteuse de sort (2021)
  - Date de l'histoire : 672
  - Lieu : Irlande
  - Titre original : The Shapeshifter's Lair
  - Traducteur : Corine Derblum
  - Résumé : Sur une route isolée d’Irlande, on retrouve le corps d’un homme. L’abbé le reconnaît : il était venu à l’abbaye pour une mission secrète aux côtés de la princesse Gelgeis et de son intendant. Lorsque la princesse disparaît à son tour, son fiancé le roi de Muman missionne Fidelma et ses compagnons de confiance, Eadulf et Enda. Démons et maléfices se cachent-ils vraiment dans ces montagnes ? Existe-t-il vraiment des brigands qui dérobent l’or et l’argent des anciennes mines ? Et faut-il croire les rumeurs d’une guerre entre les royaumes de Laigin et de Muman ? Alors que Fidelma cherche des réponses, elle sait qu’elle ne peut se fier à personne.
- Le Conseil des Sept (2022)
  - Date de l'histoire : 672
  - Lieu : Irlande
  - Titre original : The House of Death
  - Traducteur : Corine Derblum.
  - Résumé : a l'approche de la fête annuelle de Beltaine, le conseil des sept principaux princes Eoghacacht doit se réunir pour entériner les décisions prises par le roi Colgu. Alors qu'on attend à Cashel les représentants des différentes régions du royaume en vue des célébrations, on découvre le cadavre du Gardien de l'épée. Pour quelle raison l'a t-on assassiné, puisque la précieuse épée est toujours là ? Dès le début de son enquête, Fidelma se heurte  à l'attitude condescendante du frère Laig, le nouveau médecin de la forteresse, et au zèle intransigeant du frère Fidach, le chapelain, récemment nommé. Comme si cela ne suffisait pas, il faut ménager la susceptibilité des princes eux-mêmes. Tandis que le mystère entourant le meurtre ne fait que s'épaissir, une nouvelle terrifiante parvient à la cour : la peste serait de retour... Chez les nobles comme chez les gens du peuple, la panique est difficile à contrôler et réveille les plus bas instincts. Infatigable, Fidelma poursuit ses investigations en s'appuyant sur les maigres indices qu'elle parvient à rassembler. De nouveaux assassinats sont perpétrés et la vie de Fidelma est menacée. Aidée par son époux Eadulf, par ses fidèles amis du Collier d'or et par la jeune bibliothécaire, la dalaigh ne pourra venir à bout de cette enquête épineuse qu'en perçant le secret de l'épée.
- Mort d'un hérétique (2023)
  - Date de l'histoire : 672
  - Lieu : Irlande
  - Titre original : Death of a Heretic
  - Traducteur : Corine Derblum.
  - Résumé : Un incendie ravage l'auberge voisine de l'abbaye de Muman, alors en cours de rénovation. Dans les cendres du bâtiment détruit, on découvre le corps d'un hôte de marque : l'évêque Brodulf de Luxovium, cousin du roi des Francs. Chargée de l'enquête, Sœur Fidelma découvre que la victime a été poignardée avant même que l'incendie ne se déclare. Projetés dans un monde de trahisons et de faux-semblants, Fidelma et ses fidèles compagnons Eadulf et Edna doivent plus que jamais faire preuve d'ingéniosité pour découvrir la vérité, au cœur de cette étrange confrérie.

- La fille de la tempête (2024)
  - Date de l'histoire : 672
  - Lieu : Irlande
  - Titre original : Revenge of the Stormbringer
  - Traducteur : Corine Derblum.
  - Résumé : Les noces du roi Colgu et de la princesse Gelgéis – arrivée à Cashel avec sa garde personnelle, une troupe de guerrières appelées " Les Filles de la tempête " - viennent d'être célébrées. On se prépare dans la liesse aux neuf jours de foire qui clôtureront les réjouissances. Mais la fête sera de courte durée : une des guerrières est retrouvée assassinée dans les appartements des nouveaux époux. C'est l'effroi et l'incompréhension au sein de la citadelle : comment a-t-on pu pénétrer, au nez et à la barbe des sentinelles, dans le lieu le mieux protégé de la forteresse royale, et se volatiliser à travers des portes fermées à clef ? Alors que les royaumes rivaux guettent le chaos et que les membres les plus loyaux de son entourage deviennent la cible de soupçons, sœur Fidelma parviendra-t-elle à élucider ce nouveau mystère ?

- La prophétesse de cendres (2025)
  - Date de l'histoire : 672
  - Lieu : Irlande
  - Titre original : Prophet of Blood
  - Traducteur : Corine Derblum.
  - Résumé : Au cours d'une promenade, l'abbé Brocc rencontre une mystérieuse et inquiétante jeune femme, entièrement vêtue de gris, qui lui prédit sa mort prochaine. Ignorant ces paroles funestes, Brocc souhaite tout de même se confier à sœur Fidelma. Mais lorsque Fidelma et ses compagnons parviennent à l'abbaye isolée de Dair Inis, Brocc a déjà été retrouvé mort, au sein de l'étuve de l'abbaye, comme l'avait prédit la mystérieuse devineresse. Au cœur de cette époque incertaine, où les croyances entre ancienne et nouvelle fois s'opposent violemment, Fidelma, Eadulf et Dego s'engagent dans un parcours semé d'embûches et de faux-semblants, à la recherche de la vérité sur le meurtre de Brocc et sur l'identité de cette énigmatique prophétesse...

### Publication en anglais
La date de première publication anglaise est indiquée entre parenthèses.
- Absolution by Murder (1994)
- Shroud for the Archbishop (1995)
- Suffer Little children (1995)
- The Subtle Serpent (1996)
- The Spider's Web (1997)
- Valley of the Shadow (1998)
- The Monk Who Vanished (1999)
- Act of Mercy (1999)
- Hemlock at Vespers (nouvelles)
- Our Lady of Darkness (2000)
- Smoke in the Wind (2001)
- The Haunted Abbot (2002)
  - Date de l'histoire : 666
  - Lieu : SouthFolk (actuellement Suffolk), royaume de l'East anglia
- Badgers' Moon (2004)
  - Date de l'histoire : 667
  - Lieu : Royaume irlandais de Mumn (actuellement Munster)
- Whispers of the Dead (nouvelles) (2004)
- The leper's bell (2004)
  - Date de l'histoire : 667
  - Lieu : Royaume irlandais de Mumn
- Master of soul (2005)
- A Prayer for the Damned (2006)
- Dancing with Demons (2007)
- The Council of the Cursed (2008)
- The Dove of Death (2009)
- The Calice of Blood (2010)
- Behold A Pale Horse (2011)
- The Seventh Trumpet (2012)
- Atonement of Blood (2013)
- The Devil's Seal (2014)
- The Second Death (2015)
- Penance of the Damned (2016)
- The Lair of the White Fox (2016)
- Night of the Lightbringer	(2017)
- Bloodmoon (2018)
- Blood in Eden	(2019)
- The Shapeshifter's Lair (2020)
- The House of Death (2021)
- Death of a Heretic (2022)
- Revenge of the Stormbringer (2023)
- Prophet of Blood (2024)
- Grave of the Lawgiver (2025)